# Михайловская церковь (Полонки)
Михайловская церковь — православный храм и памятник архитектуры национального значения в Полонках.

## История
Постановлением Кабинета Министров УССР от 06.09.1979 № 442 «Про дополнение списка памятников градостроения и архитектуры Украинской ССР, которые находятся под охраной государства» («Про доповнення списку пам'яток містобудування і архітектури Української РСР, що перебувають під охороною держави») присвоен статус памятник архитектуры национального значения с охранным № 1786.
Установлена информационная доска.

## Описание
Михайловская церковь — одна из совершенных церквей времён украинского барокко. В строении объёмов чувствуется влияние традиций народной деревянной архитектуры Левобережной Украины. Преимущественно сохранилась в исконном виде.
Сооружена в период 1777-1779 годы по заказу Александра Шило над рекой Удай. Изначально церковь была одноглавая, вскоре над апсидой и притвором появились главы, а на фасадах — лепной декор. Уже позже в интерьере был сделан настил деревянных хоров с ограждениями, барабан нефа украшен ордерными сухариками. 
Кирпичная, оштукатуренная, трёхглавая, трёхдольная (трёхсрубная) церковь — к прямоугольному (четверик) нефу по обе стороны примыкают 5-гранные с востока апсида (располагается алтарь) и с запада притвор. Над четвериком нефа (центрального объёма) располагается массивный восьмерик барабана. Восьмерик барабана, апсида и притвор перекрыты восьмигранными сомкнутыми сводами, завершаются куполами, глухими фонарями (декоративными барабанами) и затем главками (барочного стиля, близкой к грушевидной форме). Окна с арочным завершением и утопленные ниши в форме окон второго этажа украшены наличниками и треугольными сандриками, стены — карнизами. Вместо окон на первом этаже идут утопленные ниши прямоугольной формы. Храм имеет три входа, украшенных порталами. Декор порталов отличается от оконного: усложнён профилировкой и скромнее лепной декор внутри надпортальных полукруглых сандриков.
Церковь была передана религиозной общине.